# Угрюм-ріка (роман)
«Угрюм-ріка» — роман — сімейна сага В'ячеслава Яковича Шишкова, фоном для якої служить золота лихоманка в Сибіру.

## Історія створення
У 1891 році Шишков закінчив Вишнєволоцьке технічне училище. Після практики в 1894 році він поступив на роботу в Томський округ водних шляхів сполучення, де в той час працював Микола Юхимович Матонін — нащадок єнісейського купецького роду, який багато розповів Шишкову про життя золотопромисловців єнісейської тайги.
З 1900 по 1920 рік Шишков здійснює експедиції по Іртишу, Обі, Бії, Катуні, Єнісею, Чулиму, Нижній Тунгусці, Лені і Ангарі.
У 1928 році друкується перша частина роману «Угрюм-ріка», а в 1933 році виходить у світ його повне видання.

## Сюжет
Дія роману розгортається в кінці XIX — початку XX століття навколо сім'ї Громових. Дід головного героя Данила Громов займався розбоєм. Вмираючи, він передав гроші своєму синові, відкривши їх походження. Його син, Петро Громов, вклав кошти у підприємництво і виховав у своєму синові Прохорі, головному герої роману, гідного спадкоємця. Прохор Громов виявився людиною цілеспрямованою, з сильним характером, що привело його до вершини багатства і влади в сибірському краї. Однак зло, вчинене дідом Данилом, здавалося, переслідує сім'ю у всіх поколіннях. Нещастя в сім'ї Громових трапляються одне за іншим. Прохор, спочатку чоловік чесний і моральний, грузне в болоті зла.

## Угрюм-ріка
Угрюм-ріка — вигадана назва. Могла бути запозичена автором з сибірської пісні.
У 1911 році Шишков брав участь в експедиції по Нижній Тунгусці. У романі під назвою «Угрюм-ріка» описана саме ця річка. Автор трохи змінив назви населених пунктів на Нижній Тунгусці: Подволочна — Подволошино, Почуйське — Чечуйськ, Єрбохомохля — Єрбогачен.
Річка Великий Потік — Лена. Однак принаймні, всі прототипи героїв роману жили по Єнісею. Північне місто Крайськ за місцем знаходження — Туруханськ.
Правда, всі згадані місця повинні бути віднесені тільки до опису подорожі Прохора з Ібрагімом по Угрюм-річці.
Коли Прохор заводить там свою справу, то багато з описаних місць та подій можуть бути віднесені швидше до басейну річки Лени з притоками. Та місцезнаходження Угрюм-ріки в наші дні продовжує викликати суперечки у дослідників роману і сумніви у читачів.

## Прототипи головних героїв і сюжетних ліній
Прототипами членів сім'ї Громових були Косьма Купріянович, Аверьян Косьмич і Микола Юхимович Матоніни. Прототипом Ніни Купріянової була Віра Арсеніївна Баландіна — онука Михайла Косьмича Матоніна.
Брати Матоніни, Лаврентій і Аверьян, приїхали в Красноярський острог з Тобольська в кінці XVII століття. Прибули вони разом з Іллею Суріковим — предком художника Василя Сурікова. Брати Матоніни брали участь у Красноярської шатості і поїхали (або втекли) з Красноярська на річку Бузим, де поставили хати. Одружилися вони з дочками місцевого аринського князька, які могли стати прототипом Синильги. Так було засновано село Матона, пізніше назване Кекур (Нахвальської волості, в даний час в Сухобузимському районі Красноярського краю).
У Леонтія народилися сини Онисим (1688) і Яків (1690). У Аверьяна Матоніна народилися Григорій (1693-1773) і Осип (1705). Петро Григорович Матонін був селянином в Кекуре і грабував купців, які проїжджали через село по дорозі Єнисейськ — Красноярськ. Перед смертю Петро Григорович повідомив своєму онукові Косьмі (Кузьмі) місце, де був закопаний скарб з награбованим. За повір'ями, скарб повинен був відлежатися, щоб очиститися від проклять. Таким же чином формувалися капітали купців Кандинських, Непомнющих та інших.
Косьма Купріянович Матонін народився в 1809 році. 20 січня 1824 року, у віці 15 років, Косьма Матонін записався в третю купецьку гільдію Красноярська і сім'я виїхала з села Кекур. Косьма Купріянович володів будинками в Красноярську і Мінусинську. Діти Косьми: Михайло (1824-1897), Аверьян (1829 або 1832-1883), Юхим (нар. у 1835), Тимофій (нар. у 1845). Косьма придбав дві золоті копальні в єнісейській тайзі і один — на паях з Федотом Баландіним та Дем'яном Васильовичем Матоніним. Копальня отримала назву Косьмодем'янський.
У 1869 році в першу купецьку гільдію Красноярська записалися Косьма Купріянович і його діти: Михайло, Аверьян, Юхим і Тимофій. Загалом в 1869 році в Єнісейської губернії було 30 купців першої гільдії, з них 11 носили прізвище Матоніни.
Після смерті Косьми главою сімейства став Аверьян. Михайло поїхав до Новоселова Мінусинського повіту. Після смерті дружини Михайло Косьмич переїхав в Єнисейск. Юхим Косьмич оселився в селі Стрілка в гирлі Ангари поблизу золотих копалень.
Аверьяну було відомо про походження сімейних капіталів, і вже через тиждень після похорону батька він пожертвував кошти Мінусинському повітовому правлінню на будівництво школи і церкви. В 1863 році в Красноярську починає працювати телеграфна станція, витрати по відкриттю якої оплатив Аверьян Космич. На його ж гроші в Кекурі був побудований приділ Іллінської церкви, позолочені куполи та оклади ікон, куплені дзвони, також в селі містилася богадільня. Аверьян Матонін виділив 100 тисяч рублів на будівництво гімназії в Єнисейську. Інформація про благодійну діяльность золотопромисловця не увійшла в роман.
У 1870 році дочка Михайла Косьмича Матоніна Олександра стала дружиною купця Арсенія Івановича Ємельянова (їх донькою була В. А. Баландіна). На весіллі Аверьян Косьмич подарував племінниці-нареченій кулон з діамантами. Присутній при цьому син Федота Баландіна дізнався кулон своєї матері, вбитої по дорозі з Енисейска в Красноярськ. Гостям сказали, що Баландін п'яний, однак після весілля Аверьян Косьмич поїхав в Кекур і пожертвував гроші на будівництво прибудови Іллінської церкви. Ймовірно, з-за цього випадку імена Матоніних практично не згадуються в краєзнавчій літературі.
Ця подія стала народною легендою, що існує в різних варіантах, але у всіх версіях залишається впізнавання кулона (браслети, брошки, сережок і т. п.) вбитої матері.
У 1871 році на копальні братів Матоніних на річці Удере прикажчик зажадав від старателів вийти на роботу у святковий Петров день. У відповідь на цю вимогу 40 із 150 працівників пішли в тайгу разом з обладнанням для промивки золота. Шишков за 20 років подорожей по Сибіру зустрічався з родичами Матоніних, відвідував належні їм копальні, розмовляв з робітниками, які в 1871 році пішли з копальні. У романі Шишков описав страйк, більш схожий на Ленські події 1912 року.
У 1879 році Аверьян Косьмич і його брати були записані в Мінусинському купечестві. Аверьян Космич був одружений з Ольгою Діомидівною. Їх син Іван помер в 4-річному віці. Інших дітей не було.
1 грудня 1883 року в селі Кекур губернатор В. К. Педашенко відкрив перше в Єнісейської губернії сільське ремісниче училище імені А. К. Матоніна. Офіційно училище було дворічним, але реально тут давали п'ятирічну освіту. У 1944 році училище було перетворено в початкову школу.
Аверьян Косьмич помер перед відкриттям ремісничого училища. Похований у родинному склепі в селі Кекур. У 1913 році склеп Аверьяна Косьмича розграбували. У 1914 році Матоніни збанкрутували. У 1931 році плиту з могили Аверьяна Матоніна використовували для будівництва свинарника.

## Екранізації
У 1968 році Свердловська кіностудія зняла чотирисерійний художній фільм «Угрюм-ріка». У 2021 році вийшов серіал з тією ж назвою.